# Iglesia de San Baudilio (Samboal)

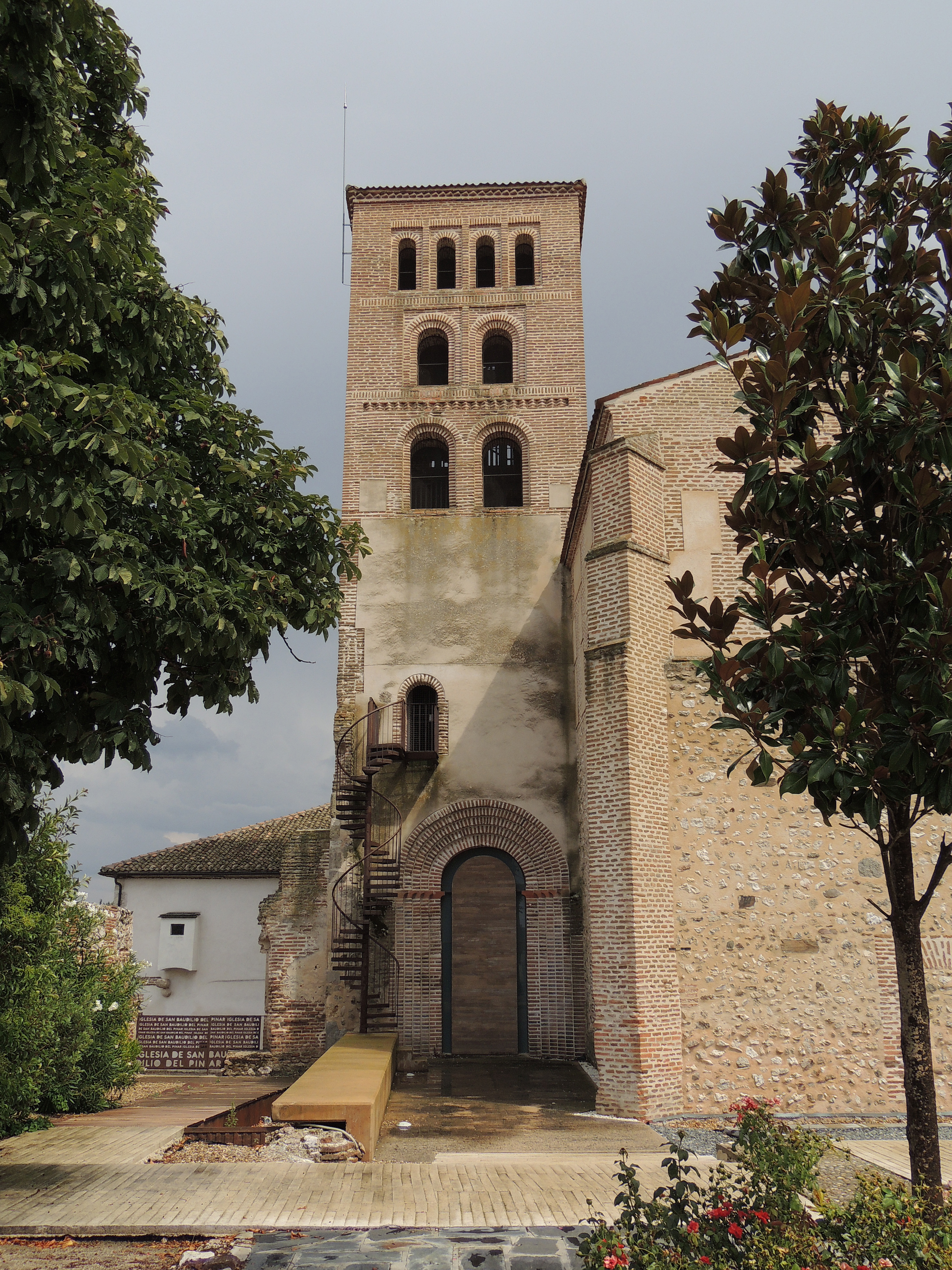
Torre

La iglesia de Carracielo del Pinar, también conocida como iglesia de San Baudilio del Pinar es un edificio de culto católico en el que se ubica la parroquia de la localidad segoviana de Samboal (Castilla y León).
La iglesia está dedicada a San Baudilio, y formó parte de un complejo monacal de la Orden de San Benito, cuya fecha de fundación se desconoce. Perteneció al priorato de San Boal, uno de los más importantes gobernados por el monasterio de San Isidro de Dueñas, al que fue incorporado en el año 1112 por el conde Pedro Ansúrez. Teniendo en cuenta que repobló la villa de Cuéllar y su Tierra, a la que pertenece el lugar, hace suponer que este caballero fuera el fundador del monasterio.
El edificio constituye uno de los exponentes de la arquitectura de ladrillo en la provincia de Segovia, fue declarado Bien de Interés Cultural en el año 2001 e intervenido en una profusa restauración en el año 2006 por parte del Ministerio de Fomento, con un presupuesto superior a 650 000 euros.

## Descripción

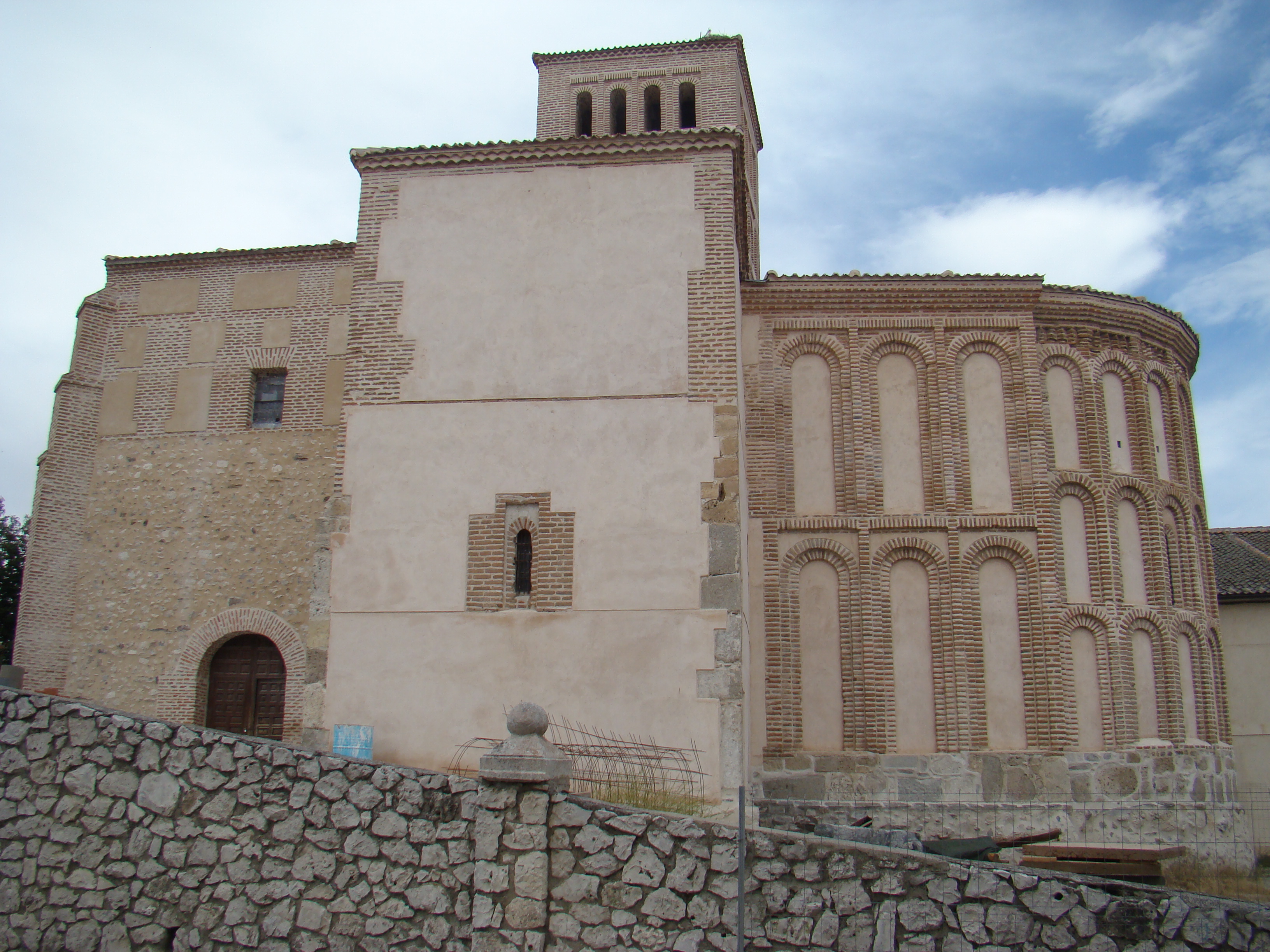
Iglesia mudéjar de Samboal.

La iglesia consta de una sola nave muy corta, con una cabecera terminada en ábside semicircular. Presenta portadas abiertas  en la pared occidental de las capillas del crucero, lo que pudiera responder  a un proyecto inicial de tres naves o bien a la existencia de dos atrios  a los lados norte y sur, hecho nada excepcional en el románico segoviano.
Al exterior, destaca por un lado la torre, realizada en calicanto en su parte baja y en ladrillo en la alta. Consta de tres cuerpos, el primero  formado con dos ventanas en sus cuatro frentes, se separa del segundo por una banda de esquinillas, el segundo presenta igualmente dos ventanas  delimitadas por alfiz, un tercer cuerpo separado por un friso de ladrillos  a sardinel, formado por cuatro ventanas por cada frente también con alfiz.
Al exterior, la cabecera se ordena según los modelos cuellaranos, con dos pisos de arcos ciegos en su tramo recto y tres en el semicírculo. Los del  tramo recto se separan mediante alfices e impostas a sardinel, mientras  que los de ábside ascienden sin interrupción hasta el friso de esquinillas  que les remata. Toda la cabecera descansa sobre un zócalo de mampostería  a espejo, que a su vez lo hace sobre una fuerte cimentación de calicanto.